# Dave Bing

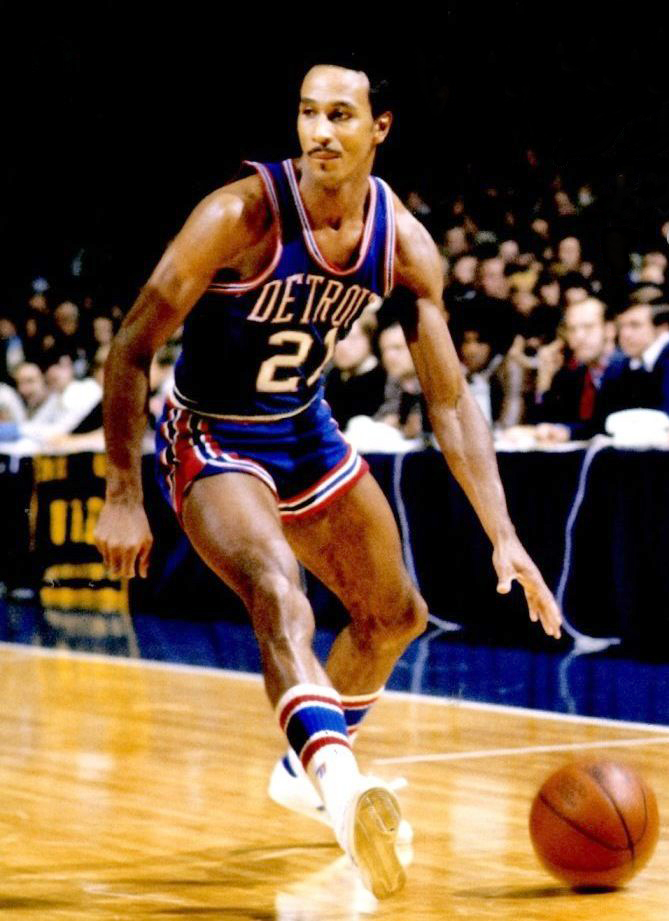
Dave Bing, Detroit Pistons.

David Bing (ur. 24 listopada 1943 w Waszyngtonie) – amerykański koszykarz, rozgrywający i polityk. Członek Koszykarskiej Galerii Sław.
Mierzący 191 cm wzrostu koszykarz studiował w Syracuse University, gdzie grał w drużynie uczelnianej Syracuse Orange. Do NBA został wybrany z 2. numerem w drafcie 1966 przez Detroit Pistons. W Pistons grał do 1975. W pierwszym roku wybrano go debiutantem sezonu. W latach 1975-77 występował w Washington Bullets, karierę zakończył w 1978 w Boston Celtics. W przekroju kariery miał przeciętną 6 asyst na mecz, równie dobrze punktował - w 1968 był najlepszym strzelcem ligi.
Siedem razy brał udział w NBA All-Star Game (MVP w 1976). W 1996 znalazł się wśród 50 najlepszych graczy występujących kiedykolwiek w NBA. Jego koszulka (z numerem 21) została zastrzeżona przez Pistons.
5 maja 2009 został wybrany burmistrzem miasta Detroit.

## Osiągnięcia

### NCAA
- Uczestnik rozgrywek Elite 8 turnieju NCAA (1966)
- Wybrany do:
  - I składu All-American (1966)[1]
  - Akademickiej Galerii Sław Koszykówki (2006)[2]
- Laureat nagrody Syracuse Athlete of the Year (1966)
- Uczelnia Syracuse zastrzegła należący do niego numer 22

### NBA
- MVP meczu gwiazd NBA (1976)[3]
- Uczestnik meczu gwiazd:
  - NBA (1968–1969, 1971, 1973–1976)[4]
  - NBA vs ABA (1971)[5]
  - Legend NBA (1984, 1985, 1988, 1990, 1992)[6]
- Wybrany do:
  - I składu:
    - NBA (1968, 1971)[7]
    - debiutantów NBA (1967)[8]

  - II składu NBA (1974)[7]
  - grona 50 najlepszych zawodników w historii NBA (NBA’s 50th Anniversary All-Time Team – 1996)[9]
  - składu najlepszych zawodników w historii NBA, wybranego z okazji obchodów 75-lecia istnienia ligi (2021)[10]
  - Koszykarskiej Galerii Sław (Naismith Memorial Basketball Hall Of Fame - 1990)[11]
- Debiutant Roku NBA (1967)[12]
- Lider:
  - sezonu zasadniczego w średniej punktów (1968)[13]
  - play-off w średniej asyst (1975)[14]
- Zdobywca nagrody J. Walter Kennedy Citizenship Award (1977)[15]
- Klub Detroit Pistons zastrzegł należący do niego w numer 21[16]